# Вайднер, Герхард
Герхард Вайднер (нем. Gerhard Weidner; 15 марта 1933, Магдебург, Бранденбург — 25 сентября 2021, Зальцгиттер, Нижняя Саксония) — западногерманский легкоатлет, специалист по спортивной ходьбе. Выступал за сборную ФРГ по лёгкой атлетике в 1965—1979 годах, обладатель серебряной медали Кубка мира в личном зачёте, многократный победитель и призёр первенств национального значения, бывший рекордсмен мира в ходьбе на 50 000 метров, а также на дистанциях 20 и 30 миль, участник трёх летних Олимпийских игр.

## Биография
Герхард Вайднер родился 15 марта 1933 года в Магдебурге. Занимался лёгкой атлетикой в Зальцгиттере, представлял местный одноимённый клуб TSV Salzgitter.
Впервые заявил о себе на международном уровне в сезоне 1965 года, когда вошёл в состав западногерманской сборной и выступил на Кубке мира по спортивной ходьбе в Пескаре, где в дисциплине 50 км занял последнее 21-е место.
В 1966 году в той же дисциплине показал 18-й результат на чемпионате Европы в Будапеште.
В 1967 году финишировал 12-м на Кубке мира в Бад-Зарове.
Благодаря череде удачных выступлений удостоился права защищать честь страны на летних Олимпийских играх 1968 года в Мехико — в программе ходьбы на 50 км показал время 4:43:27, расположившись в итоговом протоколе соревнований на 14-й строке.
В чемпионате Европы 1969 года в Афинах не участвовал из-за бойкота ФРГ.
В 1970 году занял 18-е место на Кубке мира в Эшборне.
В 1971 году показал 13-й результат на чемпионате Европы в Хельсинки.
Принимал участие в Олимпийских играх 1972 года в Мюнхене — в дисциплине 50 км показал время 4:06:26, став шестым.
В 1973 году финишировал пятым на Кубке мира в Лугано. Также в этом сезоне на соревнованиях в Гамбурге установил мировой рекорд в ходьбе на 50 000 метров — 4:00:27.
На чемпионате Европы 1974 года в Риме пришёл к финишу седьмым.
В 1975 году на Кубке мира в Ле-Гран-Кевийи завоевал серебряную награду в личном зачёте 50 км и вместе с соотечественниками стал бронзовым призёром мужского общего зачёта (Кубка Лугано).
В 1976 году с личным рекордом 1:32:57 занял 18-е место в ходьбе на 20 км на Олимпийских играх в Монреале, с результатом 4:06:20 финишировал девятым на чемпионате мира в Мальмё.
На Кубке мира 1977 года в Милтон-Кинс сошёл с дистанции.
В 1978 году на чемпионате Европы в Праге занял 12-е место и установил свой личный рекорд в ходьбе на 50 км — 4:04:02.
В 1979 году на Кубке мира в Эшборне показал 21-й результат и на этом завершил спортивную карьеру. За выдающиеся спортивные достижения по итогам сезона был награждён высшей спортивной наградой Германии «Серебряный лавровый лист» и Мемориальной наградой Рудольфа Харбига.
Впоследствии успешно выступал на различных ветеранских и мастерских соревнованиях по лёгкой атлетике. Выучился на водопроводчика, работал жилищным инспектором.
Умер 25 сентября 2021 года в Зальцгиттере в возрасте 88 лет.